# Facebook
Facebook (in origine TheFacebook) è un social network lanciato il 4 febbraio 2004 da Mark Zuckerberg, inizialmente riservato agli studenti di Harvard ma successivamente esteso ad altre università e, infine, al pubblico in generale. Il nome deriva dagli "yearbook", ovvero gli annuari scolastici pubblicati dalle università statunitensi: questi annuari, disponibili sia in formato cartaceo che online, contengono le fotografie e i nomi degli studenti e del personale accademico, facilitando la conoscenza reciproca all'interno della comunità universitaria. È basato su una piattaforma web 2.0 scritta inizialmente in linguaggio PHP, poi Hack. Attualmente è posseduto e gestito dalla società Meta Platforms.
È disponibile in oltre 100 lingue; in italiano dal 14 maggio 2008.
Nell'ottobre del 2024 ha registrato una media di 2,11 miliardi utenti attivi giornalieri e circa 3,07 miliardi di utenti attivi mensili; è il terzo sito più visitato al mondo dopo Google e YouTube.
Per utilizzare Facebook, è necessario creare un account personale fornendo informazioni come nome, cognome, indirizzo email o numero di telefono, genere e data di nascita. Una volta registrati, gli utenti possono aggiungere amici, unirsi a gruppi di interesse, seguire pagine di aziende o personaggi pubblici e partecipare a discussioni. Le principali funzionalità di Facebook includono:
- News Feed: una sezione personalizzata dove vengono visualizzati gli aggiornamenti e i post degli amici, delle pagine seguite e dei gruppi a cui si è iscritti.
- Pagine: spazi dedicati a aziende, organizzazioni o personaggi pubblici per condividere contenuti con i propri follower.
- Gruppi: comunità virtuali dove gli utenti possono discutere di interessi comuni, organizzare eventi o condividere informazioni. I gruppi possono essere pubblici, chiusi o segreti, a seconda delle impostazioni di privacy scelte dagli amministratori.
- Messenger: un servizio di messaggistica integrato che permette di comunicare in tempo reale con gli amici attraverso chat testuali, chiamate vocali o videochiamate.
- Marketplace: una piattaforma interna dove gli utenti possono comprare e vendere oggetti all'interno della comunità di Facebook.

Facebook non è concepito solamente per le persone fisiche e la loro vita privata ma, attraverso un servizio dedicato (Facebook for Business), è anche uno strumento di social marketing.

## Storia

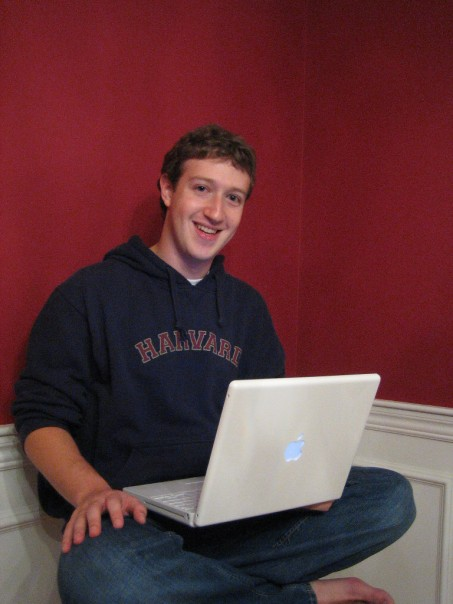
Mark Zuckerberg, principale fondatore di Facebook

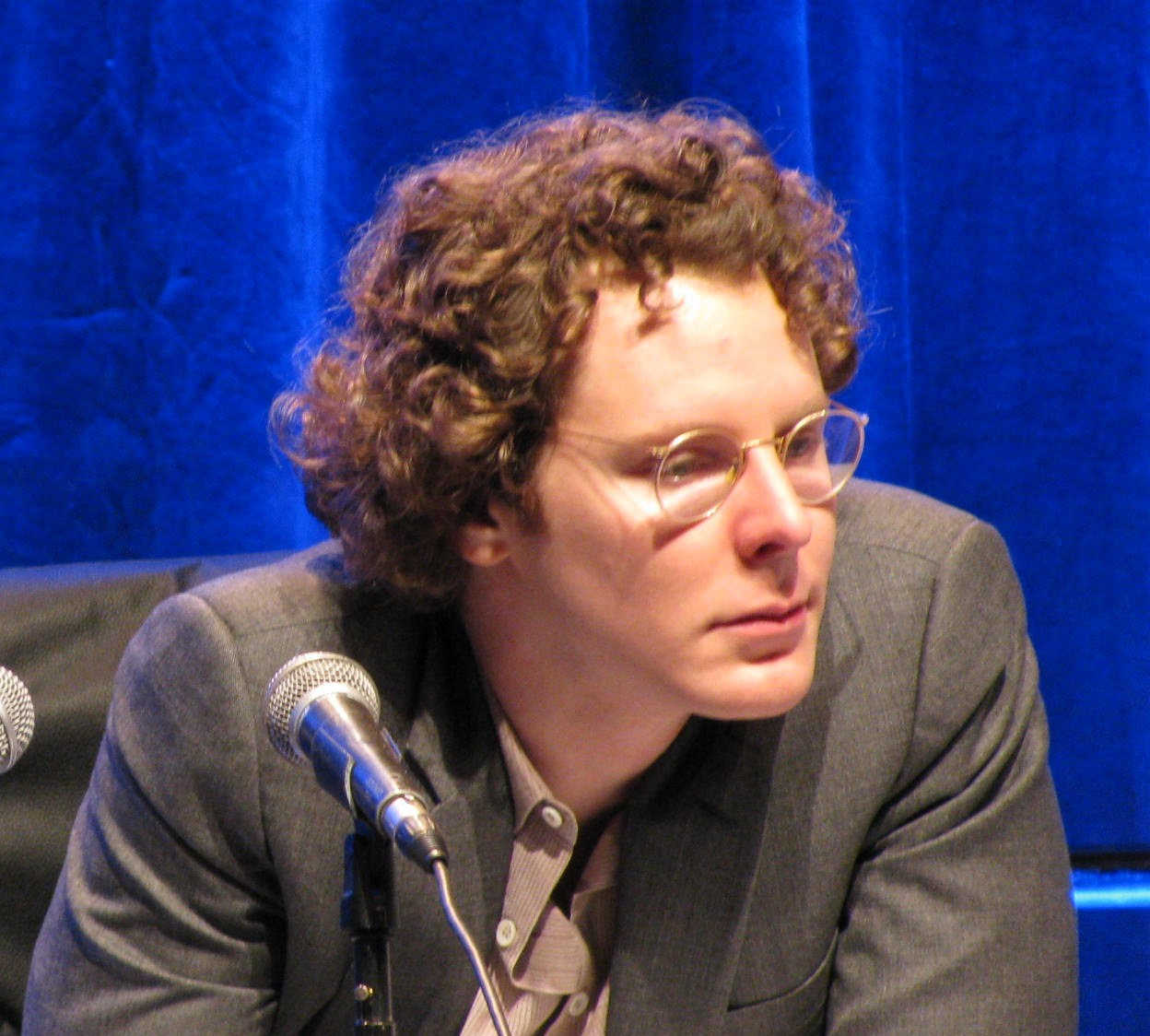
Sean Parker, collaboratore di Facebook

Le origini di Facebook risalgono al 2003, quando Mark Zuckerberg, allora studente e futuro CEO della società, creò un programma online chiamato Facemash. Questa applicazione controversa permetteva agli utenti di confrontare le foto degli studenti per determinarne l'aspetto più "attraente", suscitando polemiche che portarono quasi all'espulsione di Zuckerberg. Tuttavia, Facemash rappresentò la base concettuale per lo sviluppo di Facebook.
Nel gennaio 2004 cominciò a programmare un nuovo sito web, The Facebook, che vide la luce il 4 febbraio 2004, anche grazie all'aiuto di Andrew McCollum che contribuì alla programmazione e a Eduardo Saverin che ne curò gli aspetti aziendali. Il sito era raggiungibile all'indirizzo thefacebook.com. Sei giorni dopo altri tre studenti di Harvard, Cameron e Tyler Winklevoss e Divya Narendra, accusarono Zuckerberg di averli truffati, in quanto avrebbe promesso loro di aiutarli a creare un servizio di rete sociale chiamato "HarvardConnection.com" mentre era intenzionato a rubargli l'idea per creare un sito concorrente. L'accusa si tradusse successivamente in una causa legale.
Per la fine del mese di febbraio più della metà della popolazione universitaria di Harvard era registrata al servizio. A quel tempo Zuckerberg fu aiutato anche dal grafico Dustin Moskovitz e da Chris Hughes per la promozione del sito. Nel marzo 2004 Facebook si espanse all'Università di Stanford, alla Columbia University e all'Università Yale. Ad aprile del 2004 il servizio si allargò al resto della Ivy League, al MIT, alla Boston University e al Boston College. Fu poi la volta di altri istituti negli Stati Uniti e in Canada. A metà del 2004 fu fondata la corporation Facebook, Inc. L'imprenditore Sean Parker, fino ad allora un consigliere informale di Zuckerberg, ne divenne presidente. A giugno 2004, terminato l'anno accademico, Zuckerberg e Moskovitz si trasferirono a Palo Alto in California con McCollum, che aveva seguito uno stage estivo alla Electronic Arts. Affittarono una casa vicino all'Università di Stanford, dove furono raggiunti da Adam D'Angelo e da Parker. A fine mese ricevettero il primo finanziamento, dal cofondatore di PayPal Peter Thiel.
Tra aprile e agosto del 2005 venne registrato il dominio attuale, facebook.com, per la cifra di 200 000 dollari. Col tempo, acquisirono il diritto di diventare utenti persone con un indirizzo di posta elettronica con dominio universitario (per esempio. edu, .ac.uk). Il 27 febbraio 2006 il servizio fu aperto anche ai licei e ad alcune grandi compagnie, tra cui Apple e Microsoft. Dal 26 settembre 2006 può iscriversi chiunque abbia più di 13 anni.
Dal settembre 2006 al settembre 2007 nella graduatoria del traffico dei siti Facebook passò, secondo Alexa, dalla sessantesima alla settima posizione. Dal luglio 2007 figura nella classifica dei 10 siti più visitati al mondo ed è il sito numero uno negli Stati Uniti per foto visualizzabili, con oltre 60 milioni di immagini caricate settimanalmente.
In Italia il boom di presenze si registrò nel 2008: nel mese di agosto si sono contate oltre un milione e trecentomila visite, con un incremento sull'anno precedente del 961%; il terzo trimestre ha poi visto l'Italia in testa alla lista dei paesi con il maggiore incremento del numero di utenti (+135%). Secondo i dati forniti da Facebook e raccolti nell'Osservatorio Facebook, gli utenti italiani nel mese di novembre 2011 erano 21 milioni, di cui 13 milioni si collegavano ogni giorno. Coloro che accedono mensilmente da dispositivo mobile sono 7,5 milioni. L'ultima rilevazione di maggio 2017 mostra un'ulteriore crescita: gli utenti attivi nel mese sono 30 milioni, di cui 24 milioni si collegano quotidianamente. Da dispositivo mobile sono 28 milioni su base mensile e 23 su base giornaliera.
Il traffico su Facebook è cresciuto a un ritmo sostenuto, fino a superare per una settimana, nel marzo 2010, il motore di ricerca Google per numero di visite negli Stati Uniti.
A marzo 2011 è stato reso noto che Facebook rimuoveva profili personali al passo di circa 20 000 al giorno a causa di varie infrazioni, tra cui spam, contenuti non permessi ed età inferiore al minimo consentito.
Nel 2011 l'azienda prende spunto da molte caratteristiche introdotte dal suo nuovo rivale Google+ (rete sociale di Google), tra cui:
- la traduzione automatica dei post in bacheca;
- la possibilità di condividere dall'applicazione per dispositivi mobili.

A marzo 2012 Facebook annuncia il lancio di App Center, un negozio online per dispositivi mobili, dedicato alle applicazioni per connettersi a Facebook.
Il 1º giugno 2012 Facebook promosse una votazione riguardante la nuova Dichiarazione dei diritti e delle responsabilità e la Normativa sull'utilizzo dei dati, per far scegliere i vecchi documenti del 2011 oppure i nuovi del 2012. La votazione si chiuse l'8 giugno e prevedeva che se avessero votato più 300 milioni di utenti sarebbe stato vincolante, tuttavia il quorum non fu raggiunto.
Il 24 agosto 2015 Facebook raggiunge la cifra record di 1 miliardo di utenti attivi sulla piattaforma contemporaneamente.
Il 24 luglio 2018 è annunciato il primo calo di utenti attivi in Europa dopo anni, nonché un forte rallentamento della crescita a livello globale (circa +10% di utenti attivi giornalieri rispetto al secondo trimestre 2017). Ciò viene attribuito alla nuova regolamentazione sulla privacy UE, entrata in vigore il 25 maggio precedente, anche se l'annuncio è stato in dubbio come eccessivamente pessimista. L'indebolimento dei profitti e l'incertezza sulla crescita futura fa scendere le azioni di Facebook di quasi il 20% in un giorno, il più grande crollo in termini assoluti nella storia della borsa USA.
Il 29 ottobre 2021 la società Facebook, Inc. cambia nome in Meta, Inc., ispirato al metaverso.

## Funzionamento
Il servizio è gratuito per gli utenti e trae guadagno dalla pubblicità, inclusi i banner. Molti analisti sostengono che i ricavi monetari di Facebook non siano così elevati rispetto alle potenzialità di un servizio di rete sociale, aggirandosi intorno ai 230 milioni di dollari nel 2009. Infatti, solo nel 2009, dopo 5 anni dalla nascita, il portale è riuscito a chiudere il bilancio in attivo. I ricavi commerciali derivanti dalla pubblicità riescono a coprire solo in parte i costi fissi di gestione (archiviazione, server, ecc.) tanto da rendere necessario l'apporto dei soci (tra cui l'1,6% di Microsoft). Per migliorare la raccolta pubblicitaria Facebook aveva implementato Beacon, un sistema in grado di tracciare l'attività degli utenti su siti esterni convenzionati, in particolare le loro abitudini di acquisto online, consentendo pubblicità mirate e permettendo agli utenti di condividere tali attività sul News Feed dei propri amici. Beacon fu lanciato il 6 novembre 2007 con 44 siti partner. Il servizio divenne oggetto di un'azione collettiva per la sua natura invasiva per la privacy e venne sospeso a settembre del 2009.
Facebook dispone di due tipologie di servizio social con finalità nettamente distinte:
- profilo personale (diario);
- pagina pubblica (Facebook for business).

Il profilo è un servizio utilizzabile unicamente da persone fisiche per interessi privati ovvero all'infuori di qualsiasi attività pubblica, anche se non a scopo di lucro. Per Facebook la finalità commerciale è qualsiasi attività rivolta al pubblico, anche fosse volontariato o utilità sociale o una piccola associazione. I due servizi funzionano in modo diverso e hanno strumenti e peculiarità distinti.

### Taggare
Nel gergo di Facebook taggare significa citare un soggetto (che deve avere un profilo o una pagina) inserendo il relativo nome mediamente il suo collegamento (ipertestuale) che funge da tag. Medesima funzione è ottenuta mediante l'identificazione (automatica o manuale) dei volti di persone ritratte in un'immagine. A seconda delle impostazioni privacy, il soggetto e la sua rete saranno informati mediante notifica di essere stato taggato in un post, agevolando lo sviluppo dei commenti.

### Profilo personale
Il profilo Facebook si chiama semplicemente "profilo". Gli utenti creano profili che solitamente contengono fotografie e liste di interessi personali, scambiano messaggi privati o pubblici. Possono creare e prendere parte a "gruppi", in cui si condividono interessi, e a "pagine" legate a cose o persone di loro gradimento. Secondo TechCrunch, "circa l'85% degli studenti dei college ha un profilo sul sito. Di quelli che sono iscritti il 60% accede al sito quotidianamente. Circa l'85% almeno una volta la settimana e il 93% almeno una volta al mese". Secondo Chris Hughes, il portavoce per Facebook, "le persone passano circa 19 minuti al giorno su Facebook".
Gli iscritti possono scegliere di aggregarsi a una o più reti, organizzate per città, posto di lavoro, scuola e religione.
È proibito utilizzare un profilo come pagina: il regolamento impone di "non usare il proprio diario personale con finalità primaria di ottenere profitti commerciali, ma usare a tale scopo piuttosto una Pagina Facebook".

### Funzionalità
Di seguito la descrizione delle funzioni del servizio "profilo personale".
Dal 2006 è attivo sulla homepage del profilo personale il News-feed, un aggregatore che mostra in successione gli aggiornamenti propri e degli amici. Inizialmente questo sistema ha ricevuto delle critiche: secondo alcuni i news-feed includevano molte informazioni sgradite e irrilevanti, secondo altri metteva troppo in risalto informazioni personali e potenzialmente sensibili (come il cambiamento della situazione sentimentale, la partecipazione ad eventi e le conversazioni con altri utenti). In risposta è stata data la possibilità di scegliere che tipo di informazioni condividere automaticamente e con chi. Oggi è infatti possibile raggruppare gli amici in categorie e scegliere con quali categorie condividere certe informazioni (come cambiamenti del profilo, post sulla bacheca e l'aggiunta di nuovi amici).
Una delle applicazioni più utilizzate su Facebook è quella delle foto, dove gli utenti possono caricare un numero illimitato di album di immagini (a differenza di altri servizi di condivisione di immagini come Photobucket e Flickr). Il solo limite è nel numero massimo di 1000 foto per album. Le impostazioni della privacy possono essere diverse per ogni album, limitandone o meno la visibilità. Un'altra caratteristica delle foto è la funzione del tag, con la quale si appone un'"etichetta" su un'immagine segnalando chi è presente nella foto e creando un link al suo profilo se si tratta di un altro utente Facebook. In questo modo si crea automaticamente, per ogni profilo, una raccolta di foto in cui quell'utente è stato taggato.
Facebook offre diversi servizi di messaggistica privata. È possibile inviare privatamente messaggi ad altri utenti, se le impostazioni della privacy lo consentono. Ad aprile 2008 è stata lanciata l'applicazione Chat per scambiare messaggi in tempo reale con gli amici collegati al loro profilo Facebook. Il 15 novembre 2010 è stato annunciato un nuovo servizio integrato di gestione dei messaggi. Tramite una sola applicazione è ora possibile gestire contemporaneamente messaggi sms, chat, email e normali messaggi, e regolare le impostazioni della privacy.
La funzione Note, introdotta nell'agosto 2006, permette agli utenti di pubblicare scritti e articoli in maniera simile a un blog. Sono attive le funzioni di tag e di inserimento immagini.
Dal maggio 2007 su Facebook è disponibile il Marketplace, che consente agli utenti di inserire gratuitamente annunci visibili solo ad utenti presenti nella stessa rete.
Nel giugno 2009 è stata introdotta la funzionalità username, che rende i profili accessibili tramite indirizzi semplificati, come ad esempio "http://www.facebook.com/facebook", invece del precedente formato "http://www.facebook.com/profile.php?id=20531316728".
Il 21 aprile 2010 è stato lanciato il tasto Mi piace, con il quale gli utenti possono esprimere apprezzamento su singoli contenuti.
Dall'aprile 2011 la chat è stata arricchita da una funzione per effettuare chiamate vocali, che permette anche di lasciare messaggi in una segreteria vocale. Il 6 luglio 2011 è stato lanciato il servizio di videochiamate che utilizza la tecnologia di Skype.
Oltre alle attività di servizio di rete sociale, sono stati creati numerosi videogiochi gratuiti che hanno coinvolto milioni di utenti. Tra questi ci sono FarmVille, sviluppato dal produttore di software Zynga, che ha raggiunto 11 milioni di utenti attivi (non occasionali) quotidianamente; sempre di Zynga, Mafia Wars è arrivato a 5 milioni di utenti, mentre Pet Society, sviluppato da Playfish, è stato classificato come l'applicazione Facebook più popolare nell'aprile 2009. Da dicembre 2010 sono presenti anche due nuovi giochi prodotti da Square Enix: Knights of the Crystals e Chocobo's Crystal Tower. Candy Crush Saga, invece, nel 2013 è divenuto il gioco più popolare di Facebook superando FarmVille.
Il 15 gennaio 2013 è stata annunciata la nuova funzione di ricerca Graph Search, che intende rispondere alle domande degli utenti con la lingua naturale, invece che con un elenco di link, sfruttando le informazioni presenti sui profili dei loro amici. Questa funzionalità, inizialmente disponibile solo per gli utenti di lingua inglese, verrà in seguito estesa anche agli utenti di altre nazionalità.
Ad aprile 2013 viene resa disponibile una nuova versione di Messenger for Android, famosa applicazione ideata direttamente dagli sviluppatori di Facebook, grazie alla quale è possibile chattare con un amico anche se la suddetta applicazione non è aperta in primo piano, facendo uso delle Chat Heads.
Per i dispositivi iOS, questa novità è altamente limitata per seguire la politica delineata da Apple, dunque le Chat Heads sono state introdotte solamente se l'applicazione è aperta in primo piano. Se si desidera usufruire di tale funzionalità anche al di fuori dell'app stessa, è possibile installare tramite l'applicazione Cydia, disponibile solamente su dispositivi Jailbroken, il pacchetto MessageBox.
Nello stesso mese, precisamente il 4 aprile 2013, il CEO Mark Zuckerberg annuncia il lancio, previsto per il 12 aprile, di Facebook Home, app multifunzione disponibile in esclusiva sugli smartphone Android. Si tratta di un'interfaccia grafica che permette in ogni momento di accedere a tutti i contenuti pubblicati dai propri amici e di chattare con loro, il tutto durante il normale utilizzo dello smartphone.
Il 13 novembre 2013 viene distribuita la nuova versione 3.0 dell'app Facebook Messenger, sia per Android che per iOS. La nuova versione, oltre ad una grafica totalmente rivisitata consente di utilizzare il numero di telefono per inviare messaggi a tutti i numeri senza dover necessariamente essere amici su Facebook, richiamando la funzione di altre popolari app di messaggistica istantanea come WhatsApp.
Dal 2016, Facebook permette di visualizzare o condividere foto sferiche a 360° dal proprio profilo, senza la necessità di installazioni aggiuntive. Tuttavia, le foto sferiche vengono riconosciute da Facebook soltanto se sono valorizzati alcuni metadati: la foto sferica è salvata nei più comuni formati di file grafici (come .jpg o .tif), cui la fotocamera (sferica, con opzioni per foto a 360°, o software installato dall'utente) -in automatico e senza digitazioni- associa i metadati secondo le diffuse specifiche Exchangeable image file format oppure Extensible Metadata Platform, in assenza di uno standard internazionale univoco.
Dal 15 febbraio 2017 è disponibile la funzione Stories come in Instagram e successivamente anche in WhatsApp.

### Pagina
La pagina (pubblica) o pagina fan è un servizio di Facebook usufruibile, gratuitamente e con servizi aggiuntivi a pagamento, da utilizzare per pubblicizzare le seguenti macro-categorie di entità: imprese, luoghi, aziende, organizzazioni, istituzioni, marchi o prodotti, artisti, gruppi, personaggi pubblici, intrattenimento, cause e comunità. Ciascuna di queste macro-tipologie di pagina contiene molte categorie che vanno prescelte in fase di apertura.
La pagina è utilizzabile da aziende, enti, lavoratori autonomi, associazioni, organizzazioni in genere per promuovere la loro impresa (prodotti e servizi) o una finalità pubblica. Il regolamento di Facebook vieta di utilizzare un profilo per scopi commerciali o comunque pubblici in quanto si utilizza un servizio che è nato per una finalità diversa. Facebook chiude regolarmente profili utilizzati fraudolentemente come pagine. Invece, si può convertire in pagina un profilo erroneamente o illegittimamente aperto ma impiegato come una pagina pubblica (prima che sia stata chiusa per violazione del regolamento) attraverso una procedura.
Grazie alla pagina si possono informare i clienti (ma anche i fornitori) o gli utenti (detti "fan" termine distinto da "amici" che si usa solo per il profilo), fare pubblicità diretta (attraverso lo strumento denominato "inserzioni"), postare le novità, e tante altre cose. Ad ogni modo la pagina la si utilizza anche per enti e istituzioni pubbliche, associazioni di varia natura, località, personaggi pubblici, cause sociali e benefiche, ecc. Mediante lo strumento "Business manager" si possono creare account pubblicitari distinti e avere la reportistica per il monitoraggio degli obiettivi dell'inserzione e del budget.
L'iscrizione può avvenire dall'indirizzo specifico oppure utilizzando il link "Crea una Pagina" posto in fondo alla schermata di iscrizione al servizio profilo personale. Per aprire una pagina è obbligatorio avere un profilo personale che però può benissimo essere reso invisibile e senza utilizzo reale, aperto al solo scopo di "appoggiare" la pagina pubblica. Inoltre, la pagina deve avere almeno un amministratore (il primo coincide con l'account che ha creato la pagina) e gli amministratori possono designare persone (iscritte a Facebook) con dei ruoli per la gestione della pagina (editor, moderatore, inserzionista, analista) e ciascuno di questi può o meno svolgere una determinata attività.
Oltre che mediante operazione manuale-volontaria da parte di un titolare, una pagina Facebook si potrebbe generare automaticamente quando qualcuno, ad esempio, si registra in un luogo che non ha ancora una pagina e pertanto viene creata dal sistema una pagina, sprovvista di 
amministratori, che rappresenta quella posizione. In pratica succede quando degli iscritti, sui loro profili, postano commenti o recensioni per un'attività, identificata dalla localizzazione. Queste pagine sono etichettate nella copertina come "non ufficiali" e la didascalia recita "Questa Pagina non ufficiale è stata creata perché le persone su Facebook hanno dimostrato il loro interesse per questo luogo o questa azienda. La Pagina non è collegata né sostenuta da persone associate con ...". Esiste una procedura per rivendicare tale pagina automatica da parte del titolare e, in alcuni casi, conservare i contenuti.

### Dispositivi mobili
Facebook integra alcune delle suddette funzionalità sulle sue applicazioni per dispositivi mobili, come la possibilità di caricare contenuti, di ricevere e rispondere ai messaggi, di mandare e ricevere "poke" (cioè richiamare l'attenzione di un utente toccandolo simbolicamente sulla spalla), scrivere sulla bacheca degli utenti o semplicemente la possibilità di navigare sul sito.

## Piattaforma tecnologica
I profili e le pagine Facebook erano scritte in linguaggio PHP e poi venivano tradotte in C++ dal convertitore HipHop for PHP, ideato appositamente da Facebook. Grazie a questa tecnologia, Facebook dichiarava un risparmio del 50% nell'utilizzo del processore dei propri server. Ora il sito facebook.com è scritto utilizzando una libreria per la progettazione di interfacce utente creata dallo stesso Facebook che si chiama React. La base di codice è composta da più di 20.000 componenti.
Facebook è programmato come un'unica applicazione. Secondo quanto dichiarato dall'ingegnere di Facebook Chuck Rossi, Facebook consiste in 1,5 GB di codice binario che viene distribuito ai server tramite il protocollo BitTorrent.
Nell'autunno 2008 è stato reso disponibile un sistema di API ideato per l'integrazione di siti esterni. Usando Connect è possibile collegare il proprio account Facebook con un account su un sito internet esterno utilizzato per inserire commenti o articoli, come ad esempio un blog. In pratica è possibile utilizzare le proprie credenziali di Facebook per accedere in tutti i siti che supportano Facebook Connect.
Dal punto di vista tecnico Connect è reso possibile da una particolare libreria JavaScript creata da Facebook e da una estensione del linguaggio XHTML chiamata FBML. Questo linguaggio permette agli sviluppatori di inserire sulle pagine di un sito degli elementi dinamici come pulsanti, form, elementi multimediali e molto altro. Il linguaggio FBML viene poi parsato dallo stesso Facebook che "traduce" i suoi tag speciali con l'HTML e gli stili necessari. Le pagine Facebook utilizzano inoltre la tecnologia AJAX.
Facebook è paragonabile a Myspace, ma una significativa differenza tra le due piattaforme è il livello di personalizzazione della pagina personale. Mentre Myspace consente agli utenti di arricchire lo stile delle pagine usando i linguaggi HTML e CSS, su Facebook è possibile inserire solo del testo.
Il 20 luglio 2008 Facebook ha introdotto un rinnovamento sull'interfaccia utente detto Facebook Beta, che è stato applicato gradualmente in tutte le pagine del sito. I profili personali sono stati suddivisi in schede secondo le diverse sezioni ("Amici", "Foto", eccetera) e in generale la grafica è diventata più minimale.
Nell'aprile 2021 Facebook annuncia che la propria infrastruttura è alimentata al 100% da energia rinnovabile, impegno che aveva preso nel 2018, anche a seguito di critiche da parte di Greenpeace.

## Privacy e controversie

### Problemi di privacy
Inizialmente Facebook consentiva solamente di disattivare l'account in modo che non fosse più visibile nel sito e nei motori di ricerca. A partire dal 28 febbraio 2008 l'utente ha anche a disposizione un'opzione che cancella in modo permanente i suoi dati dai server del sito.
Due studenti del Massachusetts Institute of Technology riuscirono a scaricare più di 70 000 profili di Facebook utilizzando uno shell script automatico. Nel maggio del 2008 un programma della BBC, Click, mostrò che era possibile sottrarre i dati personali di un utente e dei suoi amici con delle applicazioni malware.
Numerosi i casi in Italia di violazione della privacy per la pubblicazione di foto "scomode". Il 14 maggio 2009 vengono scoperte foto di pazienti intubati visibili sul sito; l'infermiera che le aveva pubblicate non si era accorta che fossero alla portata di tutti.
Nel 2009 l'azienda viene sottoposta ad una serie di indagini della Federal Trade Commission, partite da una serie di reclami che comprendevano «Ad esempio, cambiamenti al sito che rendevano pubbliche informazioni private, l'accesso di parti terze ai dati personali degli utenti, il leak di dati personali ad app di parti terze, un programma di “app verificate” nel quale niente era verificato, il permesso agli inserzionisti di ottenere l'accesso a informazioni private, l'accesso ai dati personali dopo la cancellazione degli account, e violazioni del Safe Harbor Framework, che regola il trasferimento di dati tra Stati Uniti e Unione europea.»
Alla fine di ottobre 2009 su Facebook, sono comparse ingiurie ed insulti da parte di un gruppo di discussione intitolato "Uccidiamo Berlusconi". In seguito al risalto mediatico il ministro Maroni ha promesso di denunciare chi è intervenuto e di procedere penalmente.
Sul sito sono stati creati vari gruppi che in passato hanno inneggiato a Salvatore Riina e al massacro di Srebrenica.
Inizialmente non esisteva un controllo che definiva "chi-può-vedere-cosa". Dal 31 maggio 2010 è possibile applicare le impostazioni di privacy anche ai singoli post o ai singoli commenti[48]. Inoltre è stata estesa la lista dei "livelli", aggiungendo anche un livello personalizzato. I livelli disponibili sono:
Solo Io
Amici
Amici di amici
Amici e reti
Tutti
Personalizzato
Questi livelli possono essere impostati indipendentemente per ciascuna "categoria" di informazioni del profilo, sui singoli dati (commenti, post, ecc.) oppure sui dati personali (come "Data di nascita", "Orientamento politico e religioso", "Istruzione e lavoro", ecc.)..
Le critiche e l'attenzione internazionale di diversi soggetti sia nazionali che associazioni hanno portato a maggio 2010 ad una revisione della gestione della privacy che aumenta leggermente la definizione ma con certezza la precisione e la chiarezza con cui l'utente con l'uso e la visione di una sola griglia accederà all'impostazione dei diversi aspetti della privacy del proprio profilo.
Nel maggio 2010 il Pakistan e l'Afghanistan hanno deciso l'oscuramento di Facebook e YouTube per evitare la diffusione delle caricature di Maometto.
Agendo opportunamente sulle impostazioni del profilo è quindi possibile limitare la diffusione dei dati personali. In particolare nel menù Impostazioni è disponibile la voce Impostazioni sulla privacy, dalla quale sarà possibile agire sulle categorie di dati tra cui: profilo, ricerca, notizie e bacheca. Naturalmente tali impostazioni non limitano l'accesso ai dati di coloro cui i gestori del sito attribuiscono privilegi di amministrazione, per motivi di ordine e legali.
Tuttavia si pensi a foto e video ripresi nella bacheca di altri utenti, o alle foto pubblicate da terzi in cui un utente è taggato, al limite dietro suo consenso. Una volta taggato in una foto, non appena un testo foto o video è stato copiato nel profilo di altri utenti, questo materiale non può essere eliminato (se non espressamente richiesto), anche quando l'interessato decide di cancellare il suo profilo. La cancellazione è limitata al profilo personale, ma non a tutto ciò che è stato copiato da terzi o condiviso con altri. Inoltre i contenuti pubblicati dagli iscritti (come fotografie, video e commenti) sono proprietà del sito.
Secondo il codice italiano della protezione dei dati personali, la proprietà dei contenuti non estingue i diritti soggettivi degli interessati. Se questi sono autori dei contenuti, il passaggio di proprietà al sito al momento della pubblicazione, di nuovo, estingue i diritti inerenti al copyright, non quelli soggettivi. L'utente ha il diritto di ottenere informazioni in merito al trattamento dei propri dati personali, dei soggetti terzi che ne sono entrati in possesso, di vietarne la pubblicazione, e di rendere definitiva la propria cancellazione dal sito, che è tenuto a distruggere ogni copia dei dati personali in suo possesso, e a divulgare la richiesta di cancellazione ai soggetti terzi che per suo tramite abbiano acquisito tali dati.
Nel settembre 2010 su Facebook, dopo uno studio effettuato nei laboratori di sicurezza di AVG Technologies, sono state riscontrate circa 11 000 pagine infette che mettono a rischio gli utenti, esposti soprattutto al furto di identità.
Nel 2011 Facebook ha attivato l'opzione di riconoscimento facciale delle immagini pubblicate dagli utenti, causando alcune polemiche per la privacy.
Facebook è inoltre soggetto al fenomeno di creazione di falsi profili di personaggi famosi e non solo.
Diversi problemi sono sorti riguardo all'uso di Facebook come un mezzo di controllo e come miniera di dati.
Nel 2018 Facebook rinnova le sue impostazioni sulla privacy dopo lo scandalo a cui è stato sottoposto e per le nuove norme europee sulla privacy in vigore 25 maggio 2018 sposta la sua sede legale dall'Irlanda in America dove non può essere perseguita. Facebook cerca di rendere le sue impostazioni sulla privacy più facilmente accessibili agli utenti e comprensibili.

### Sorveglianza
Facebook è implicato nelle rivelazioni fatte nel 2013 da Edward Snowden sul programma di sorveglianza PRISM implementato dalla NSA. Permette all'agenzia statunitense di raccogliere i dati presenti sulla rete sociale, quali ad esempio: i contatti, i messaggi e le discussioni istantanee (testo, video, audio), la posta elettronica, i dati memorizzati, la VoIP, il trasferimento di file, le videoconferenze, le notificazioni che riguardano l'attività, i dettagli delle reti sociali, le coordinate GPS e le "richieste speciali".

### Esperimento segreto sul contagio emotivo
Nel 2012 ricercatori Facebook alterano i contenuti di circa 700.000 utenti ignari, scoprendo che: "Gli stati emotivi si possono trasferire agli altri per contagio, portando le persone a provare le stesse emozioni senza che se ne rendano conto" .

### Scandalo Cambridge Analytica
Nel marzo 2018 il whistleblower Christopher Wylie ha denunciato una raccolta di dati che ha interessato 87 milioni di utenti soprattutto statunitensi del social, dei quali più di duecentomila di italiani, che sono stati venduti da un proprietario di un app "thisisyoudigitallife" alla società Cambridge Analytica. Tali informazioni sono state utilizzate anche per attività di marketing politico per le elezioni di Trump e quella pro-brexit..
Facebook dopo numerose proteste è stato ritenuto corresponsabile e il 24 luglio 2019 la Federal Trade Commission ha emesso una sanzione civile di cinque miliardi di dollari, mentre la Securities and Exchange Commission un'ulteriore sanzione di cento milioni.

### Pulizia etnica del popolo Rohingya
Nel 2017 in Myanmar attraverso Facebook, installato su tutti i cellulari all'acquisto e unico social presente, ci fu un'impennata di messaggi reiterati di odio razziale e incitamento alla violenza contro la minoranza etnica musulmana dei Rohingya a cui seguirono massacri, nel marzo 2018 l'ONU concluse che un ruolo determinante nel fomentare la pulizia etnica era stato svolto da Facebook.

### Spyware per il controllo dei difensori di diritti civili e giornalisti
Nel 2020 Facebook denuncia l'azienda israeliana Nso group creatrice dello spyware Pegasus, usato da alcuni governi contro i dissidenti, con il quale si ottiene il controllo del telefonino della vittima.

### The Facebook Files
Nel 2021 la ex dipendente Frances Haugen ha fornito documenti interni dell'azienda al Congresso degli Stati Uniti sollevando preoccupazioni per il perseguimento delle finalità aziendali a scapito delle tutele dei cittadini.

### Rapporti con Donald Trump e l'attacco al Campidoglio
Controverso è stato il comportamento di Facebook in merito ai messaggi di odio, violenza e razzismo postati da Donald Trump, il cui account è stato bloccato per due settimane dopo l'assalto al Campidoglio degli Stati Uniti d'America del 2021.

## Attacchi hacker
Tra gli attacchi hacker a Facebook sono annoverati tutti gli attacchi informatici, riusciti o solo tentati social network. Nonostante quello di Facebook sia un server alquanto sicuro, come è riscontrabile anche nella politica del suo fondatore e amministratore delegato Mark Zuckerberg, il quale ha versato al 2015 in totale circa un milione di dollari a 329 ricercatori di sicurezza elettronica (anche esterni all'azienda) che avevano contribuito nel migliorare il sistema di difesa dei dati sensibili degli utenti registrati, esso ha subito comunque nel corso della sua storia alcuni attacchi hacker.

### Chris Putnam: l'attacco del 2005
Allora solo diciannovenne, lo studente americano Chris Putnam (della Georgia Southern University), creò con due suoi compagni di stanza, Marcel Laverdet e Kyle Stoneman, un worm in grado di replicarsi per mezzo di un exploit XSS tramite un campo non trattato correttamente. Questo worm era in grado di chiedere l'amicizia alla pagina di Putnam, di replicarsi nei profili degli utenti e convertire la grafica del profilo Facebook in quello di Myspace.
Putnam ottenne ciò che voleva: attirò l'attenzione di Mark Zuckerberg, fondatore di Facebook, e venne contattato, una volta scoperto, dal cofondatore Dustin Moskovitz. Quest'ultimo lo invitò alla sede del social network di Palo Alto, dove gli chiese come aveva fatto a creare il worm, quali fossero le sue caratteristiche e i punti deboli di Facebook. Moskovitz rimase così sorpreso che, poche settimane più tardi, Putnam venne assunto da Facebook, proprio come aveva da sempre sognato.

Durante i 4 anni in cui Chris Putnam ha lavorato per Facebook, prima di lasciarlo nel 2010, ha contribuito a creare l'applicazione per i video del sito e a migliorare il caricatore delle foto.
La traccia della presenza di Chris Putnam a Facebook è rimasta con l'emoticon dedicata nella chat del sito, :putnam:, che si rifà proprio alla faccia del programmatore.

### Gli attacchi del 2013
Nell'ottobre del 2013 un attacco hacker concentrato principalmente in Danimarca, ma comunque a scala globale, ha colpito gli utenti di diversi social network, tra i quali anche Facebook. Si trattava di un keylogger in grado di registrare ciò che veniva digitato sulla tastiera dagli utenti stessi e di inviare i dati direttamente agli autori dell'attacco. L'allarme fu dato dai ricercatori di Trustwave e colpì complessivamente ben 93.000 siti web, rubando le credenziali di accesso a 318.000 account Facebook. Una volta avvisati, gli amministratori dei social network hanno comunicato la situazione agli utenti potenzialmente coinvolti, consigliando loro di resettare e reimpostare i loro dati d'accesso.
Un precedente attacco, dello stesso tipo di questo, era già stato tentato qualche mese prima, quando un virus era stato inviato da un telefonino per cercare di rubare milioni di account Facebook e di dati personali, ma in quel caso il virus fu efficacemente isolato dagli stessi esperti informatici del social network e nessun dato fu compromesso. Questo tentativo non era isolato, come il successivo, solamente a Facebook stesso: l'azienda ha in seguito confermato si trattasse di un attacco "sofisticato" rivolto a più siti web.

### Il caso sospetto nel 2015
Il 27 gennaio 2015 i social Facebook e Instagram rimasero down per circa 40 minuti tra le 7 e le 8 di mattina, ora italiana. L'attacco è stato rivendicato attraverso Twitter dal profilo @LizardMafua, controllato da un gruppo di hacker politicamente vicini all'IS e che pone come proprio obbiettivo quello di combattere l'Occidente attraverso attacchi informatici. La rivendicazione del gruppo Lizard Squad, già colpevole di un altro attacco nel dicembre 2014 agli utenti di PlayStation e Xbox, è stata però subito smentita da Zuckerberg che ha affermato che la causa del black out dei due social è un semplice cambiamento effettuato dagli addetti al sistema di configurazione e che quindi nessun profilo utente è stato danneggiato.

### La Russia manipola le elezioni americane
Nel 2017 emerge lo scandalo: prima delle elezioni hacker russi tramite account Facebook fasulli avevano raggiunto milioni di americani

## Diffusione

### Crescita
| Data              | Utenti                   | Raggiunti in (giorni) | Crescita mensile |
| ----------------- | ------------------------ | --------------------- | ---------------- |
| 26 agosto 2008    | 100 milioni              | 1665                  | 178,38%          |
| 8 aprile 2009     | 200 milioni              | 225                   | 13,33%           |
| 15 settembre 2009 | 300 milioni              | 160                   | 9,38%            |
| 5 febbraio 2010   | 400 milioni              | 143                   | 6,99%            |
| 21 luglio 2010    | 500 milioni              | 166                   | 4,52%            |
| 5 gennaio 2011    | 600 milioni              | 168                   | 3,57%            |
| 30 maggio 2011    | 700 milioni              | 145                   | 3,45%            |
| 22 settembre 2011 | 800 milioni              | 115                   | 3,73%            |
| 24 aprile 2012    | 900 milioni              | 215                   | 2,05%            |
| 4 ottobre 2012    | 1 miliardo               | 163                   | 1,63%            |
| 31 dicembre 2013  | 1 miliardo e 230 milioni | 275                   | 0,97%            |
| 31 dicembre 2014  | 1 miliardo e 390 milioni | 365                   | 0,64%            |
| 27 giugno 2017    | 2 miliardi               | 1000                  | -                |
| 26 luglio 2018    | 2,3 miliardi             | 365                   | 1,30%            |
| ottobre 2020      | 2.7 miliardi             | 800                   | 1,50%            |

### Utenti iscritti a Facebook per paese

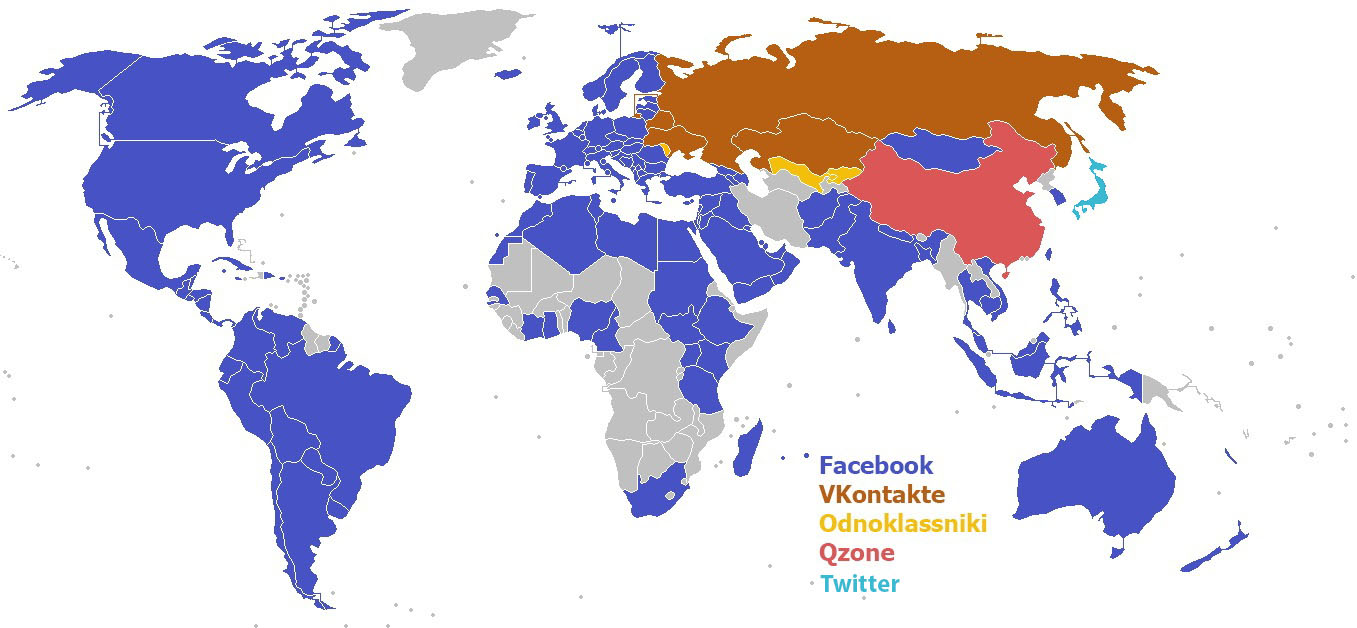
I siti di rete sociale più famosi per nazione

| Pos. | Paese                 | Iscritti    | Percentuale della popolazione iscritta a Facebook |
| ---- | --------------------- | ----------- | ------------------------------------------------- |
| 1ª   | India                 | 310 milioni | 20%                                               |
| 2ª   | Stati Uniti d'America | 190 milioni | 65%                                               |
| 3ª   | Indonesia             | 140 milioni | 62,5%                                             |
| 4ª   | Brasile               | 130 milioni | 51%                                               |
| 5ª   | Messico               | 92 milioni  | 71%                                               |
| 6ª   | Filippine             | 81 milioni  | 66%                                               |
| 7ª   | Vietnam               | 65 milioni  | 61%                                               |
| 8ª   | Thailandia            | 50 milioni  | 75%                                               |
| 9ª   | Egitto                | 44 milioni  | 55%                                               |
| 10ª  | Bangladesh            | 39 milioni  | 62%                                               |

## Dinamiche sociali
In un articolo pubblicato sul suo blog personale, il sociologo ingaggiato da Facebook, Cameron Marlow, ha reso pubblici i dettagli di uno studio condotto dal Facebook Data Team sulle dinamiche sociali degli utenti iscritti. Lo scopo della ricerca era stabilire se Facebook accresce la dimensione della rete personale di un individuo. Per rispondere a questa domanda, nello studio si è creata una distinzione qualitativa degli amici su Facebook in tre sottogruppi interni ad un gruppo generale.
Il gruppo generale si riferisce a “tutti gli amici”, ovvero alla lista di persone che un utente di Facebook considera come tali. Secondo Marlow, la parola “amici” in questo contesto appare un po' ambigua. Alla curiosità di utenti che gli chiedono di valutare se hanno abbastanza amici su Facebook o se ne hanno pochi, il sociologo risponde che il linguaggio usato potrebbe indurre a commettere un errore. Infatti, quelli che nel linguaggio in uso vengono considerati come amici, potrebbero essere più semplicemente persone che un individuo ha incontrato ad un certo punto della sua vita. Riguardo al numero di questa rete sociale, i dati ufficiali di Facebook riproposti da Marlow parlano di 120 amici per l'utente medio. Lo stesso Marlow afferma però che questo dato può non essere significativo per stimare la dimensione della rete sociale di una persona. Innanzitutto perché il sito è ancora abbastanza giovane e il numero di iscritti è ancora relativamente basso. Il che vuol dire che non tutte le persone conosciute da un utente registrato su Facebook potrebbero essere iscritte al sito e questo minerebbe la possibilità dell'individuo di costruire una sua rete sociale corrispondente a quella che potrebbe costruire con altri mezzi. A tal proposito, Marlow cita un altro strumento di stima della dimensione della rete sociale di un individuo: è stato citato dallo scrittore Malcolm Gladwell all'interno del suo libro Il punto critico e fa riferimento agli studi di Peter Killworth e dei suoi collaboratori. Questi studiosi usarono una lista di nomi e cognomi presi da un elenco telefonico e stimarono la dimensione della rete sociale di un individuo sulla sua capacità di riconoscere i nomi presenti nella lista come persone incontrate. Questo metodo condusse a una stima della rete sociale maturata durante la vita che va da 300 fino a 3000 persone.
I dati relativi ai tre sottogruppi sono stati elaborati monitorando per 30 giorni l'attività di un campione casuale di utenti. Le attività monitorate fanno riferimento ai tipi di comunicazione che Facebook mette a disposizione dell'utente per mantenersi in contatto con gli appartenenti alla sua rete sociale personale.
Il primo sottogruppo fa riferimento alle relazioni mantenute in maniera passiva con l'uso di strumenti quali il News Feed o gli RSS readers. La ricerca include questi strumenti tecnologici nella gestione della relazione perché, a detta di Marlow, il consumo di contenuti fruibili con questi mezzi può tramutarsi in altre forme di comunicazione. Ad esempio, se la ex compagna di classe alle scuole superiori pubblica su Facebook una foto del suo nuovo cagnolino, si può cliccare sulla notizia, dare un'occhiata a molte altre foto e scoprire tra l'altro che si è fidanzata, o ha avuto un bambino, e ciò potrebbe indurre a mettersi in contatto con lei. Nel misurare la dimensione di questo sottogruppo, i ricercatori si sono limitati a registrare il numero di amici che un utente ha visitato con una certa ripetizione, più di due volte nell'arco dei trenta giorni della ricerca, cliccando sul News Feed o visualizzando il profilo.
Il secondo sottogruppo viene costruito attorno all'uso di tecnologie di comunicazione a "senso unico" (one-way communication) come lo sono i commenti alle foto, ai messaggi di status o post sul wall di un amico.
Il terzo sottogruppo viene costruito attorno all'uso di tecnologie basate su una comunicazione reciproca, o su uno scambio attivo di informazioni tra due persone: chat o scambio di messaggi tramite posta elettronica.
La tendenza generale degli utenti, indistintamente considerati sul piano sessuale, dimostra che la gente su Facebook usa le varie forme di comunicazione manifestando un impegno diverso a seconda del tipo di tecnologia. Rapportato alla propria lista di amici, gli utenti si mantengono informati (cliccando sul News Feed o sull'RSS, oppure visitando il profilo) con un numero meno cospicuo di amici. Il numero scende ulteriormente quando si tratta di usare una tecnologia a “senso unico” (commenti a foto o a messaggi di status, o post sul wall), fino a ridursi ulteriormente con l'uso di una comunicazione reciproca (chat e scambio di e-mail).
I dati in base al tipo di sesso dell'utente dimostrano una diversa propensione dei due sessi nell'uso di queste tecnologie: le donne sarebbero mediamente più attive degli uomini nel loro uso.
Quando gli utenti, maschi e femmine, hanno una lista di 500 amici, le donne in media si tengono informate per mezzo di RSS, News Feed e visite al profilo di 47 componenti della loro rete sociale; gli uomini, d'altro canto, utilizzano questa tecnologia per mantenersi informati in media su 39 dei loro 500 amici su Facebook. Le donne utilizzano la comunicazione a “senso unico” con in media 26 dei loro amici; gli uomini con 17. L'uso della tecnologia reciproca (chat e scambio di messaggi tramite e-mail) è ancora più ridotto: rispetto ai 500 amici le donne s'intrattengono tramite questo tipo di comunicazione con 16 amici, gli uomini con 10.
Gli utenti con una lista composta da 150 amici costruiscono attorno a sé un sottoinsieme di rapporti tramite Facebook che per le donne è in media di 22 su 150 per le relazioni mantenute, 19 per gli uomini; le donne inviano le comunicazioni a "senso unico" a 11 dei loro 150 amici, gli uomini a 7; 7 su 150 sono in media le comunicazioni reciproche con gli amici per le donne, 5 per gli uomini.
Nel gennaio del 2013 un esperimento sulle emozioni degli utenti ha cercato di capire se riducendo il numero di aggiornamenti “positivi” nel flusso dei feed pubblicati sulle bacheche le persone che li avessero letti avrebbero ridotto la produzione o la condivisione di contenuti positivi. Il campione, composto da 689 003 persone, è stato diviso in due gruppi, per un totale di oltre tre milioni di aggiornamenti. Ad alcuni utenti sono stati forniti aggiornamenti dal neutrale al positivo mentre ad altri sono stati dati aggiornamenti dal neutrale al negativo: in uno venivano mostrati post positivi, con parole come "amore", "bello", "dolce"; all'altro invece apparivano post negativi, con parole come "antipatico", "dolore", "brutto". Concluso questo passaggio preliminare sono stati poi analizzati i post di queste persone valutandone il sentimento. I risultati hanno dimostrato che le emozioni si possono trasmettere per un fenomeno di contagio, inducendo altre persone (fino a tre stadi di contatto: dalla persona A a B, a C, a D) a provare le stesse emozioni senza che ne siano coscienti.
Nel 2012 uno studio di ricercatori della Stanford University guidato da Roy Pea ha testato l'effetto dell'uso di Facebook di 3461 ragazze tra gli 8 e i 12 anni rispetto ai valori e alle emozioni in evoluzione. Nello studio si è evidenziato come l'uso frequente si ripercuota in maniera negativa sulla capacità di instaurare rapporti sociali; inoltre l'uso di più media digitali contemporaneo, detto multitasking, provoca una diminuzione delle ore di sonno.

## Organismo di vigilanza
L'organismo di vigilanza (Oversight board) è un organismo che prende decisioni sulla moderazione dei contenuti sulla piattaforma Facebook, in particolare sulla gestione dei ricorsi per contenuti bloccati o rimossi. Proposto nel novembre 2018 da Mark Zuckerberg, tra i suoi obiettivi figurano il miglioramento dell'equità del processo di ricorso, la responsabilità della supervisione in capo ad una fonte esterna e il miglioramento della trasparenza. I primi membri dell'organismo sono stati annunciati il 6 maggio 2020, con quattro co-presidenti, che hanno selezionato gli altri membri insieme a Facebook: l'ex giudice del circuito federale statunitense ed esperto di libertà religiosa Michael McConnell, l'esperto di diritto costituzionale Jamal Greene, l'avvocato colombiano Catalina Botero e l'ex primo ministro danese Helle Thorning-Schmidt. Ha iniziato ufficialmente i suoi lavori il 22 ottobre 2020.
L'organismo di vigilanza ha il potere di annullare le decisioni di moderazione dei contenuti, anche quelle applicate da intermediari, attribuendo un valore prioritario alle sue precedenti decisioni.

## Restrizioni agli account e cancellazione dei post
Facebook in alcuni casi rimuove uno o più post e attua restrizioni agli account (ad esempio l'utente non può commentare o pubblicare post per un certo numero di giorni) se l'utente pubblica:
- fake news
- post di incitamento all'odio, violenza e minacce
- post di nudo e pornografia
- post di truffe
- post che violano copyright[113]
- promozione di armi[114], tabacco, droghe, sostanze pericolose, bevande alcoliche, gioco d'azzardo e scommesse[115]
- spamming
- troppe richieste d’amicizia, poke (ossia una notifica ai propri amici, con lo scopo di attirare l'attenzione oppure di mandare un saluto[116]), tag, messaggi sulle bacheche (specialmente se il contenuto è identico e/o commerciale), commenti e "like" in troppo poco tempo
- un profilo per qualcun altro senza autorizzazione della persona
- profili "fake", ossia con un nome falso o altre informazioni personali non vere
- click-baiting
- molti contenuti con un software di auto-pubblicazione

Dopo un certo numero di post rimossi, restrizioni e avvisi Facebook può chiudere o disabilitare l'account.

## Censura nel mondo
| Paese              | Inizio del divieto | Fine del divieto | Appunti |
| ------------------ | ------------------ | ---------------- | --- |
| Armenia            | 2019               |                  | Bandito a causa del terremoto armeno del 2019. Ancora vietato. |
| Bangladesh         | 2015               | 2015             | Bannato per un mese e due giorni. |
| Cina               | 2009               |                  | Ancora vietato, anche se non bloccato a Hong Kong e Macao. |
| India              | 2017               | 2017             | Vietato per tre giorni. |
| Iran               | 2009               | 2013             | Inizialmente bandito a causa delle elezioni presidenziali iraniane del 2009. |
| Mauritius          | 2007               | 2007             | Bannato per un giorno. |
| Myanmar            | 2021               |                  | Bandito a causa del colpo di stato in Myanmar del 2021. Ancora vietato. |
| Nauru              | 2015               | 2018             | |
| Corea del Nord     | 2016               |                  | Visualizzare Facebook è un crimine in Corea del Nord dal 2016 ed è soggetto a punizione. Ancora vietato. |
| Pakistan           | 2010, 2017         | 2010, 2017       | Bandito nel 2010 per 12 giorni. Bandito nel 2017 per un giorno. |
| Papua Nuova Guinea | 2018               | 2018             | Bandito per un mese a causa degli utenti che pubblicavano disinformazione e pornografia. |
| Russia             | 2022               |                  | Bandito a causa della guerra russo-ucraina. Ancora vietato. |
| Sri Lanka          | 2018, 2019         | 2018, 2019       | Facebook è stato bannato quattro volte in Sri Lanka. La prima volta è stata per tre giorni nel 2018, la seconda volta per nove giorni sempre nel 2018, la terza volta e la quarta volta rispettivamente per uno e quattro giorni nel 2019. |
| Siria              | 2008               | 2011             | |
| Tagikistan         | 2012               | 2012             | |
| Turchia            | 2020               | 2020             | |
| Turkmenistan       | 2018               |                  | |
| Uganda             | 2021               |                  | Bandito a causa delle elezioni generali ugandesi del 2021. Ancora vietato. |
| Vietnam            | 2016               | 2016             | Vietato per due settimane. |

## Influenze nella cultura di massa

### Cinema
- L'8 maggio 2009 è stato proiettato per la prima volta nelle sale cinematografiche italiane un film dedicato al mondo di Facebook e delle reti sociali, intitolato Feisbum.
- Il 12 novembre 2010 è la data della prima proiezione nelle sale cinematografiche italiane del film The Social Network (diretto da David Fincher, sceneggiato da Aaron Sorkin e interpretato, tra gli altri, da Jesse Eisenberg, Andrew Garfield e Justin Timberlake) incentrato sui fondatori di Facebook e sul fenomeno popolare che ha creato.

### Televisione
- L'episodio "Social network" della quinta stagione della sitcom Camera Café è interamente basato su Facebook.
- L'episodio "Grazie, Facebook" della quarta stagione della serie televisiva The Middle Frankie scopre che le amiche di Sue la tradiscono grazie a Facebook.
- L'episodio "Hai zero amici" della quattordicesima stagione della serie animata South Park fanno una satira di Facebook parodiando il film di fantascienza Tron.
- In un episodio della serie televisiva Life Bites - Pillole di Vita, la protagonista Giulia usa "Faccialibro", una variante usata nel programma, in cui la si vede cambiare la propria foto profilo.
- Nell'episodio "Il D'oh-cial Network" della ventitreesima stagione della serie animata I Simpson, Lisa per farsi degli amici crea una rete sociale chiamato Springface, simile a quella creata da Zuckerberg.

### Musica
- La cantante sammarinese Valentina Monetta nel 2012 ha pubblicato il brano The Social Network Song (Oh Oh-Uh-Oh Oh), brano riguardante appunto Facebook (tanto che ne esiste una versione intitolata Facebook Uh Oh Oh) che ha rappresentato San Marino all'Eurovision Song Contest 2012 a Baku, in Azerbaigian.
- Nel film Che bella giornata uscito nel 2011, Checco Zalone canta Se mi aggiungerai, una canzone che racconta del desiderio del protagonista di trovare e avere come amica su Facebook Farah, ragazza di cui è innamorato. Nel film, quando Checco canta la canzone, si vede chiaramente che sta utilizzando Facebook e lo dice anche nel testo della canzone, in cui dichiara che, se fosse stato lui a inventare la rete sociale, avrebbe introdotto una regola secondo cui chi è brutto non mette la foto sul profilo.
- La colonna sonora del film Feisbum contiene la canzone omonima, scritta dal cantautore romano Gabriele Ortenzi, in arte Areamag, che ironizza sui comportamenti più tipici degli utenti della rete sociale.
- I Duran Duran citano Facebook nella canzone Networker Nation ("you know how its gonna end looking for the real world with my Facebook friends") contenuta nell'album All You Need Is Now.
- Il cantautore Max Pezzali cita Facebook ed il suo inventore Zuckerberg ("più forte di Zuckerberg (Zookerberg) quello di Facebook sarò") nella canzone Il presidente di tutto il mondo, tratta dal suo album Max 20, del 2013.
- I Verdena citano Facebook ("sarai così serio suoni su Facebook") all'inizio della canzone Attonito, tratta dal loro quinto album Wow.
- Vasco Rossi nel mega-concerto di Modena Park del 1 luglio 2017, ha cantato "nel suo Facebook", nel primo passaggio di Vita spericolata, al posto di "fatti suoi".
- Cesare Cremonini cita Facebook ("e quanti inutili scemi per strada o su Facebook") in Nessuno vuole essere Robin, canzone tratta dall'album Possibili scenari.

## Loghi

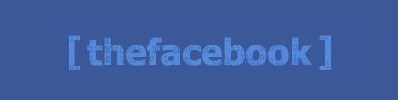
4 febbraio 2004 - 7 gennaio 2006
8 gennaio 2006 - 1º luglio 2015
1º luglio 2015 - 30 aprile 2019
30 aprile 2019 - 20 settembre 2023
In uso dal 20 settembre 2023